# Avnjugskij
Avnjugskij in russo Авнюгский? è una località della Russia che si trova nel Verchnetoemskij rajon dell'Oblast' di Arcangelo.